# NGC 114
NGC 114 est une galaxie lenticulaire barrée située dans la constellation de la Baleine.NGC 114 a été découverte par l'astronome américain Truman Henry Safford en 1867.

## Caractéristiques
Sa vitesse par rapport au fond diffus cosmologique est de 3 812 ± 51 km/s, ce qui correspond à une distance de Hubble de 56,2 ± 4,0 Mpc (∼183 millions d'al).
Une mesure non basée sur le décalage vers le rouge (redshift) donne une distance d'environ 66,100 Mpc (∼216 millions d'al). Cette valeur est à l'extérieur des valeurs de la distance de Hubble. Notons que c'est avec la valeur moyenne des mesures indépendantes, lorsqu'elles existent, que la base de données NASA/IPAC calcule le diamètre d'une galaxie et qu'en conséquence le diamètre de NGC 114 pourrait être d'environ 21,3 kpc (∼69 500 al) si on utilisait la distance de Hubble pour le calculer.
NGC 114 est une galaxie dont le noyau brille dans le domaine de l'ultraviolet. Elle est inscrite dans le catalogue de Markarian sous la cote Mrk 946 (MK 946).